# Maison de la Broderie
La Maison de la Broderie est un musée de l'île de La Réunion, département d'outre-mer français dans le sud-ouest de l'océan Indien. Située dans le cirque naturel de Cilaos, sur le territoire de la commune du même nom, elle se consacre à la broderie de Cilaos. Fondée en 1986, elle accueille chaque année environ 15 000 visiteurs.